# Budynek Szkoły Policji w Pile
Modernistyczny budynek Szkoły Policji w Pile został wybudowany po pierwszej wojnie światowej. Postanowieniem traktatu wersalskiego z 1919 roku Piła pozostała w granicach państwa niemieckiego. 21 lipca 1922 roku została stolicą nowej pruskiej prowincji Marchia Graniczna Poznańsko-Zachodniopruska (Grenzmark Posen-Westpreussen), co spowodowało konieczność wybudowania w mieście siedziby władz prowincjonalnych.

## Historia

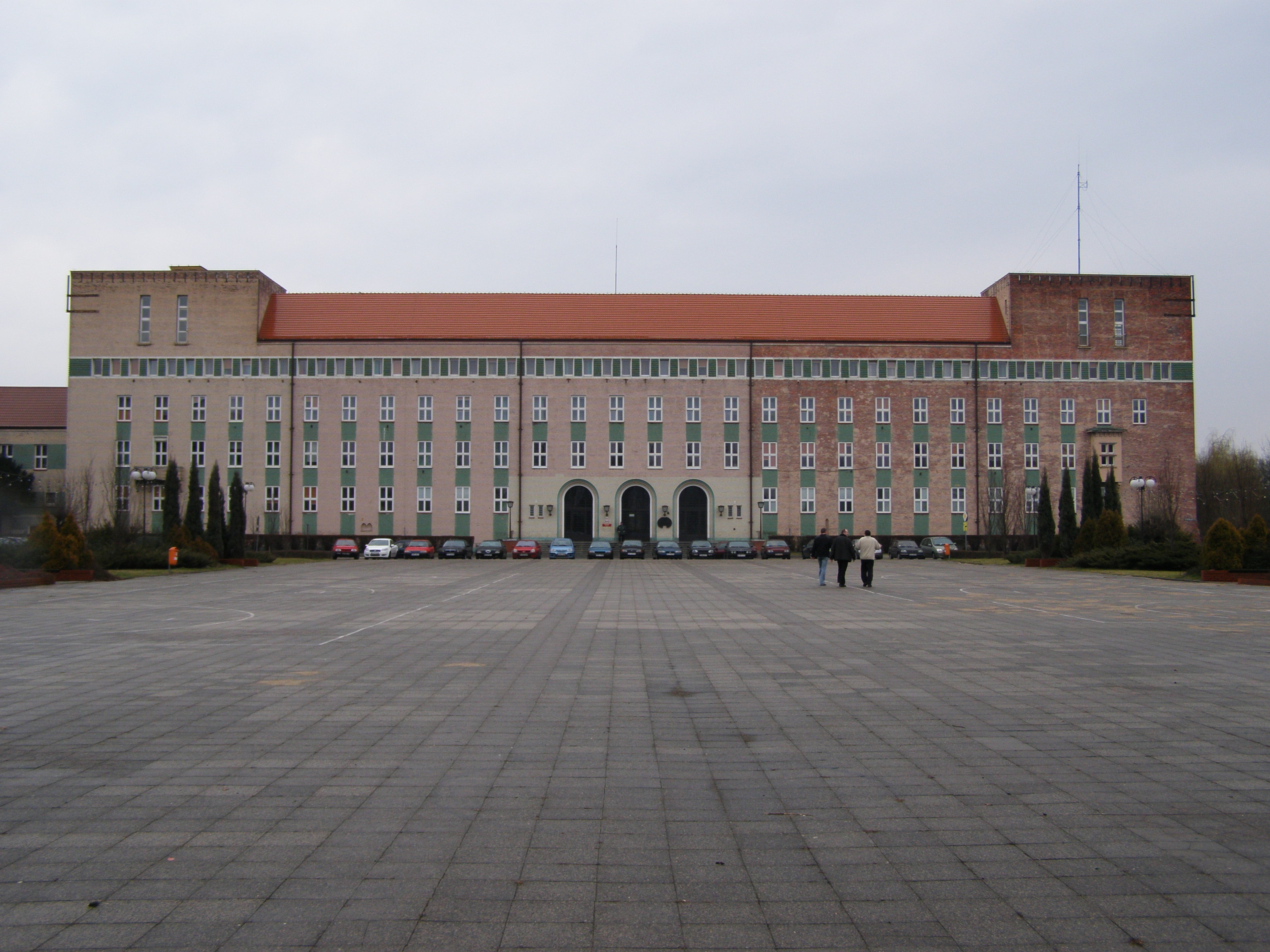
Piła gmach szkoły Policji w 2008

Projekt zakładał wybudowanie okazałego budynku władz rejencji, dyrekcji policji i urzędu kultury. Przestrzeń miasta, nazywana dotychczas Targiem Końskim, miała zostać przebudowana na Plac Gdański. Jako projekt architektoniczno-urbanistyczny budowy nowej dzielnicy, zostało wybrane opracowanie prof. Paula Bonatzaa oraz jego współpracownika architekta F.E. Schollera ze Stuttgartu. Decyzję dotyczącą budowy obiektu dzisiejszej Szkoły Policji podpisano 4 kwietnia 1925. Za zgodą rządu niemieckiego, pilskim władzom przekazano dużą parcelę, rozciągającą się aż do rzeki Gwdy.
Projekt architektoniczny budynku przewidywał wybudowanie budynku na planie litery "C", wzorowanego na zamku w Oranienburgu, rezydencji królewskiej zniszczonej w 1846 roku. Prace budowlane rozpoczęto w czerwcu 1926 roku, a w stanie surowym budynek oddano w 1928. Pierwsi użytkownicy budynku wprowadzili się w 1929 roku. Fronton budynku został zwieńczony bogato zdobionymi trzema łukami oraz ozdobiony trójdzielnym łukowatym wejściem, nad którego środkową częścią umieszczono godło Prus Zachodnich. W hali głównej gmachu na ścianie umieszczono napis ze złotych liter: "Das Deutsche Reich ist eine Republik. Die Staatsgewalt geht vom Volke aus.", co oznaczało: Rzesza Niemiecka jest republiką, w której władza państwowa pochodzi od narodu.
Budynek posiada 15 600 m² powierzchni użytkowej, na czterech kondygnacjach. Został wybudowany ze specjalnie wyprodukowanych, cieniowanych i glazurowanych czerwonych cegieł. Czworoboczną budowlę zakończono dwoma bocznymi basztami, co miało przypominać krzyżacki zamek.
Od 1929 roku w budynku funkcjonowały władze rejencji, prowincji i wydział kultury oraz liczne organizacje społeczne np. Czerwony Krzyż. Pierwsze piętro zajmowało Wyższe Prezydium oraz oddziały prezydialne i powiatowe. Drugie i trzecie piętro rozdzielono pomiędzy pozostałe działy rejencji. Prawe skrzydło, do którego prowadziło oddzielne wejście wraz z własną klatką schodową, zajęła policja. Mieściły się tu wszystkie wydziały miejscowej policji, od prewencji, przez policję kryminalną i tajną, kończąc na dyrekcji policji i areszcie.
W czterech oknach auli znajdują się nadal, wpisane na listę zabytków Wojewódzkiego Urzędu Ochrony Zabytków w  Poznaniu, witraże o wymiarach 470 cm × 117 cm. Powstały w latach 1929–30 w warsztatach Paul und Weber w Berlinie. Zaprojektował je profesor Heinrich Campendonk z Düsseldorfu. Witraże  zostały zbudowane z kilku rodzajów szkła: matowego, warstwowego, rowkowego, przezroczystego, pomalowanego i barwionego. Zostały skomponowane z symetrycznych, ułożonych naprzeciwko siebie prostokątów. W kolorystyce dominują brązy, żółcienie, zgaszone czerwienie, pomarańcze i szarości. Dawniej aulę zdobiły też trzy kryształowe żyrandole, a na frontowej ścianie był namalowany kubistyczny fresk stanowiący alegorię "Matki Ojczyzny", zatytułowany "Symboliczne zwycięstwo Rzeszy".
Po drugiej wojnie światowej w budynku mieściły się różne organizacje. 15 września 1954 roku utworzono tu Szkołę Podoficerską Milicji Obywatelskiej, służb kryminalnych.